# Kanton Mitry-Mory
Kanton Mitry-Mory (fr. Canton de Mitry-Mory) je francouzský kanton v departementu Seine-et-Marne v regionu Île-de-France. Tvoří ho 19 obcí.
Před reformou kantonů 2014 ho tvořilo 13 obcí.

## Obce kantonu
od roku 2015:
| - Mitry-Mory - Compans - Dammartin-en-Goële - Juilly - Longperrier - Marchémoret - Mauregard - Le Mesnil-Amelot - Montgé-en-Goële - Moussy-le-Neuf | - Moussy-le-Vieux - Nantouillet - Othis - Rouvres - Saint-Mard - Saint-Pathus - Thieux - Villeneuve-sous-Dammartin - Vinantes |

před rokem 2015:
| - Charmentray - Charny - Compans - Fresnes-sur-Marne - Gressy - Iverny - Messy | - Mitry-Mory - Nantouillet - Le Plessis-aux-Bois - Précy-sur-Marne - Saint-Mesmes - Villeroy |